# Loretánská
Loretánská ulice na Hradčanech v Praze je součást pěší zóny a spojuje Radnické schody u Hradčanského náměstí s Loretánským náměstím a ulicí Pohořelec (bývalá osada a čtvrť). Na ulici jsou významné paláce Hrzánský a Trauttmannsdorfský. Zajímavá technická atrakce je osmiramenný kandelábr z roku 1867, součást veřejného osvětlení v Praze.

## Historie a názvy
Ve 14. století východní část ulice patřila k městu Hradčany, západní část byla za hradbami. V roce 1598 se z Hradčan stalo královské město a na čísle 1 byla vybudována Hradčanská radnice. Východní část u Radnických schodů se v té době nazývala „Radodomská“. Od počátku 18. století se používá současný název „Loretánská“.

## Budovy, firmy a instituce
- Radnické schody z Nerudovy ulice
- Hradčanská radnice – Loretánská 1, renesanční budova[3]
- Trauttmannsdorfský palác – Loretánská 6, klasicistní stavba chráněna jako kulturní památka České republiky
- Hrzánský palác – Loretánská 9[4]
- Loretánská 13 – pamětní desky Alice Masarykové a Marcie Davenportové
- Loretánská 19 – Škola Jaroslava Ježka pro zrakově postižené
- kaple sv. Barbory – barokní výklenková kaple od Františka Maxmiliána Kaňky ve zdi Loretánské zahrady
- Litinový kandelábr – sochařsky zdobený z r. 1868, stejný jako na Hradčanské náměstí, kulturní památka